# FA Cup 1924/1925
Padesátý ročník FA Cupu (anglického poháru) se konal od 6. září 1924 do 25. dubna 1925.
Trofej získal počtvrté v klubové historii Sheffield United FC, který ve finále porazil Cardiff City FC 1:0.